# Schönwerder (Prenzlau)
Schönwerder ist ein Dorf im Nordosten Brandenburgs (Deutschland) im Landkreis Uckermark. Mit etwa 380  Einwohnern ist der Ort der zweitgrößte Ortsteil der Stadt Prenzlau. Zu Schönwerder gehört der Wohnplatz Lindenhof. Das Dorf ist umgeben von großen Grünflächen.

## Geographie
Das Dorf liegt ca. 110 km nördlich von Berlin und 60 km westlich von Stettin (Polen). Im Osten Schönwerders verläuft der von Prenzlau kommende Fluss Ucker auf seinem Weg ins Stettiner Haff. Durch den Ort fließt der Steinfurther Bach, der in der Ucker mündet.

## Geschichte
Schönwerder wurde 1263 mit dem Namen "Hermannus de Sconenwerdere" und 1321 als Dorf "Sconenwerder" erstmals urkundlich erwähnt. Das Dorf wurde als Straßenangerdorf gebaut und war Rittergutsbesitz. Vor der deutschen Kolonisation siedelten Slawen in der Schönwerder Gemarkung. Es wird vermutet, dass sich eine jungslawische Siedlung auf dem östlich vom Ort gelegenen Werder befand. Ab dem 17./18. Jahrhundert gehörte Schönwerder und das Rittergut zum Besitz der Stadt Prenzlau, zuvor gehörte es noch zu Holzendorf. Seit dem 1. November 2001 ist Schönwerder ein Ortsteil von Prenzlau.

## Einwohnerentwicklung
| Jahr | Einwohner |
| ---- | --------- |
| 1774 | 425       |
| 1803 | 466       |
| 1816 | 464       |
| 1840 | 602       |
| 1861 | 608       |
| 2009 | 386       |
| 2016 | 413       |
| 2020 | 383       |

## Bedeutende Bauten und Gedenkstätten

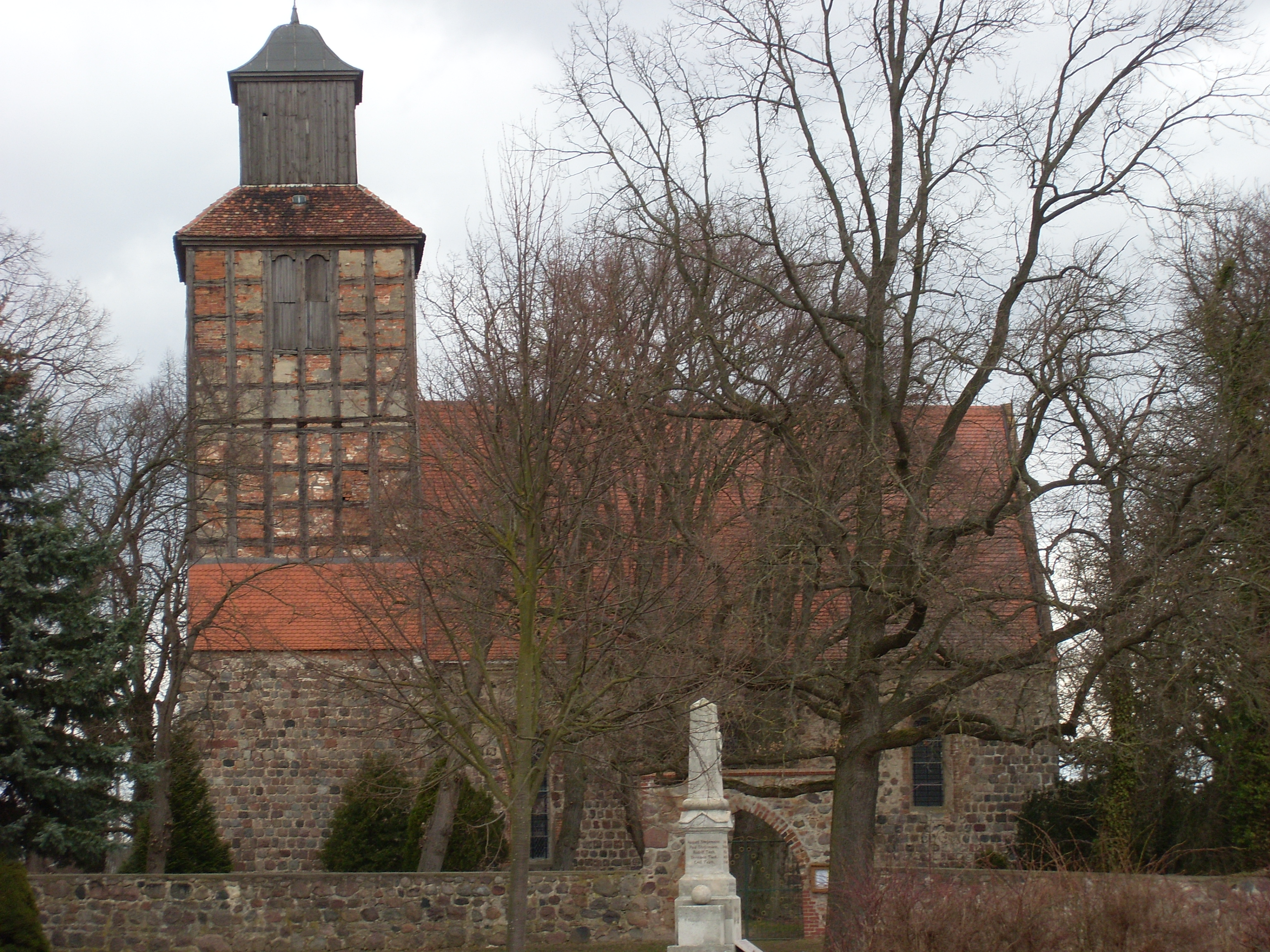
Kirche Schönwerder

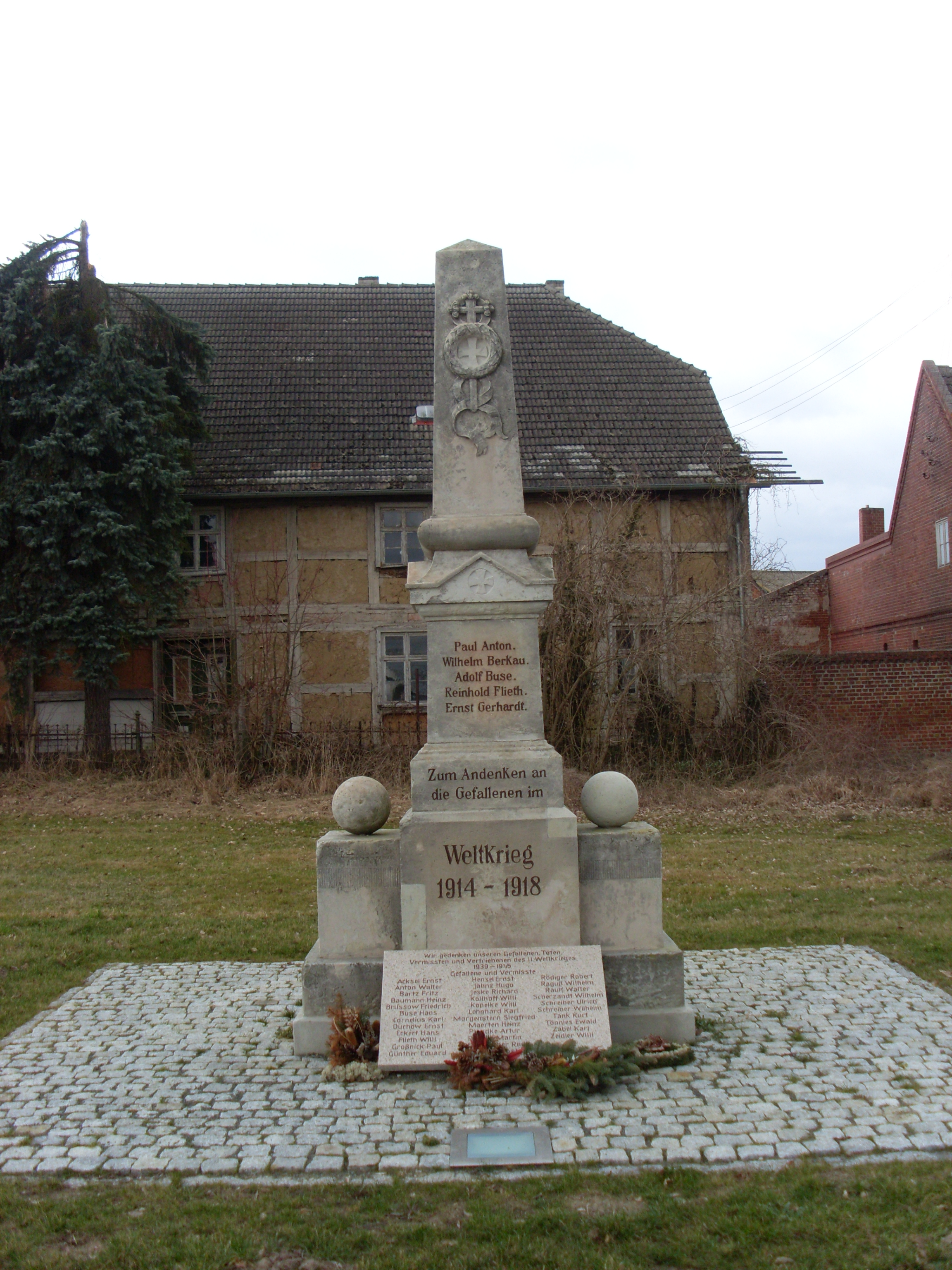
Kriegerdenkmal Schönwerder

### Dorfkirche Schönwerder
Die Dorfkirche Schönwerder ist ein rechteckiger Feldsteinbau mit einem breiten querrechteckigem Westturm und tonnengewölbter Nordsakristei aus der zweiten Hälfte des 13. Jahrhunderts. Sie war ursprünglich verputzt und mit roten Querfeldern bemalt. Am Turmportal sind kelchförmig gekehlte Kämpferplatten eingearbeitet worden. Im Jahr 1739 gab es eine Instandsetzung bei der auch die Fenster vergrößert wurden. Der quadratische Turmaufsatz wurde im Jahr 1783 gebaut. In der Kirchhofsmauer befindet sich ein rechteckiges Feldsteinportal mit breiter Spitzbogendurchfahrt aus dem 16. Jahrhundert. Der Altaraufsatz ist aus der ersten Hälfte des 17. Jahrhunderts. Die Kanzel ist von 1739, hat einen Engelskopf als Pulthalter und ist mit viel Dekor am Schalldeckel versehen. Die Taufe ist in Renaissanceformen und aus der ersten Hälfte des 17. Jahrhunderts. Die Westempore und die Sitzplätze sind aus dem 18. Jahrhundert. Die Orgel wurde im Jahr 1856 gebaut und ist eine Lang & Dinse.

### Kriegerdenkmal Schönwerder
Das Denkmal ist den Gefallenen des Ersten Weltkriegs gewidmet. Es ist obeliskförmig und hat oben ein Relief mit einem Kreuz und Lorbeerkranz mit Schleifen. Auf dem Denkmal sind Namen von gefallenen Soldaten eingraviert. In der Mitte steht „Zum Andenken an die Gefallenen im Weltkrieg 1914 - 1918“. Im Jahr 2011 wurde das Denkmal komplett saniert.

### Denkmal an der Straße Ellingen-Schönwerder
Im Jahr 1806 flüchtete die preußische Armee nach der verlorenen Schlacht von Jena und Auerstedt nach Norden. Am 28. Oktober 1806 ergaben sich die Truppen bestehend aus 10.000 Mann den Franzosen in Prenzlau. Nur eine Truppe unter der Führung von Prinz August (ein Neffe von Friedrich II.), bestehend aus ca. 240 Mann, hatte die Nachricht von der Kapitulation nicht bekommen. Deshalb kam es zu einem Kampf der Preußen und Franzosen zwischen Ellingen und Schönwerder. Sie kämpften, bis die Munition der Preußen ausging. Im Jahr 1841 ließ der Landrat des Kreises Prenzlau zur Erinnerung an diesen Kampf ein Granitkreuz errichten. Auf der Vorderseite wurde die Inschrift „Den Kriegern welche unter Führung eines heldenmutigen Prinzen nach tapferer vom Feinde selbst gerühmten Gegenwehr, eines besseren Schicksales würdig, hier erlagen“ eingraviert und auf der Rückseite „Den 8ten Oktober 1806“.

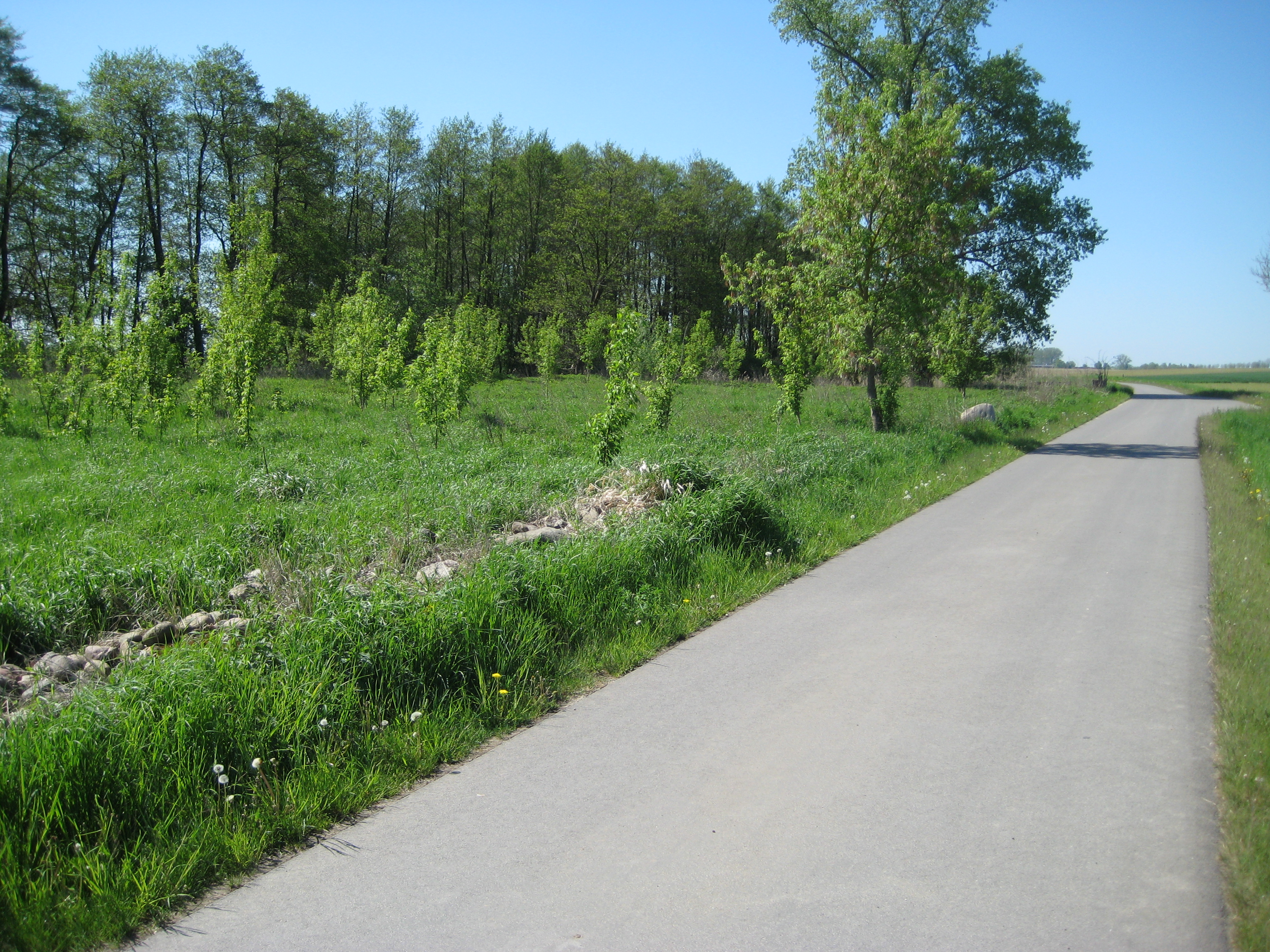
Berlin Usedom Fernradwanderweg

### Weitere Sehenswürdigkeiten
- die Dorfaue
- Hofanlage in der Dorfstraße 42
- das ehemalige Gutshaus mit seiner Feldsteinmauer und das Bauernhaus mit der Jahreszahl 1884 am Ortsausgang nach Bandelow (Dorfstraße 74)
- Felder und Wiesen um das Dorf

## Wirtschaft und Infrastruktur

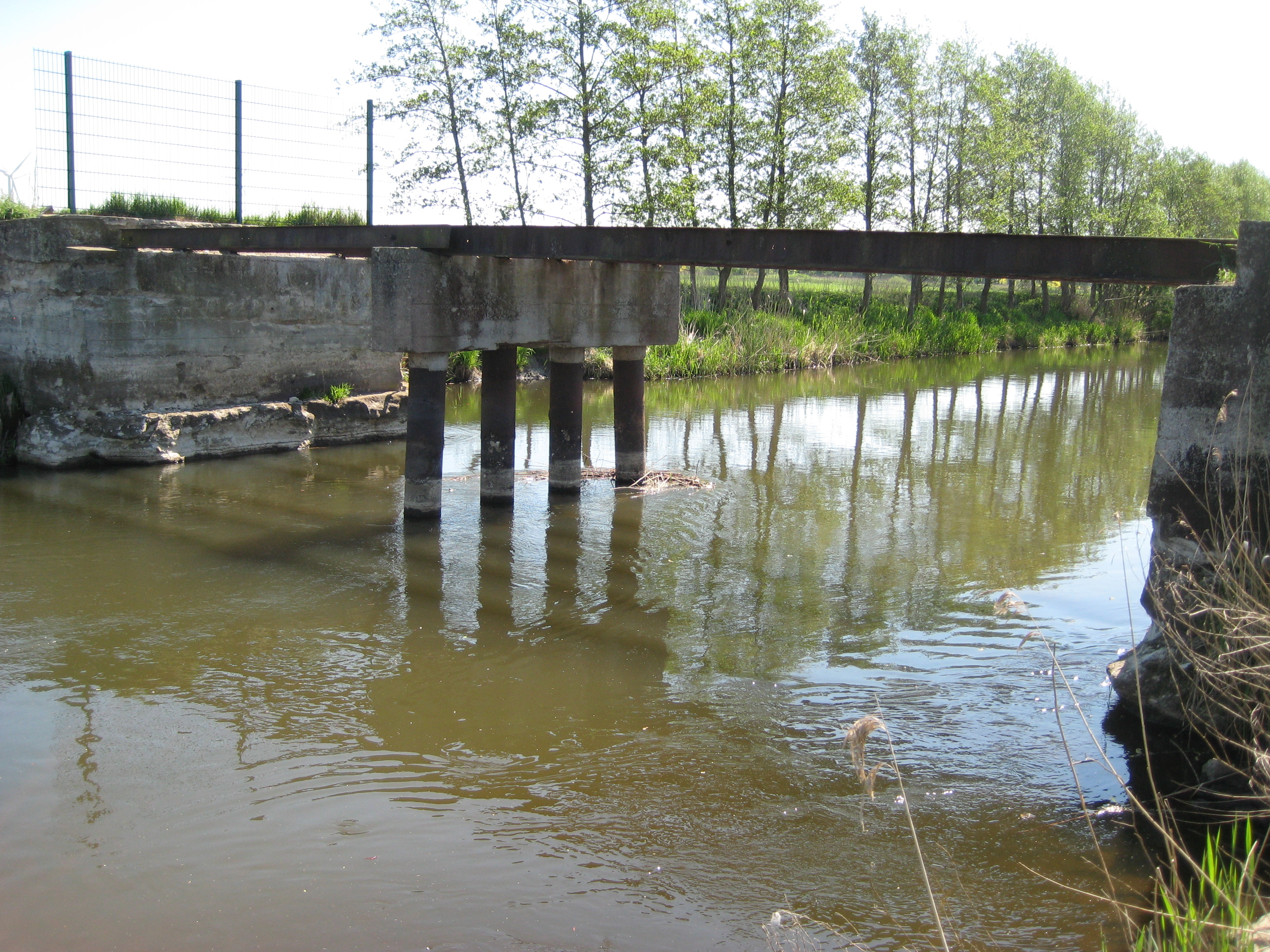
Schönwerder Uckerbrücke

### Ansässige Branchen
- Futtermittelherstellung
- Reiterhof
- Zimmervermietung
- Tonstudio
- Viehhaltung
- Praxis für Akupunktur
- Stellplatz für Wohnmobile

### Verkehrsanbindung
Durch Schönwerder verläuft die L258 in Richtung Prenzlau über Ellingen (Süd) und Pasewalk über Trebenow und Nechlin (Nord). Die Bundesautobahnen 11 und 20 verlaufen in der Nähe des Dorfes bei Prenzlau bzw. Pasewalk. Im 3 km südlich gelegenen Ellingen gab es noch bis zum 27. Mai 1995 einen Bahnhof mit Zügen in Richtung Strasburg (Uckermark), Fürstenwerder (nur bis zum 30. September 1978) und Prenzlau, der durch die Prenzlauer Kreisbahnen bedient wurde. Heute besitzt Schönwerder 3 Bushaltestellen. Dort fahren Montag bis Freitag Busse der Linien 411 (Prenzlau-Dedelow) und 414 (Prenzlau-Wolfshagen), die beide zusammen einen 2-Stunden-Takt zwischen Prenzlau und Schönwerder ergeben. Mit ca. 15 min. längerer Fahrt und einem Umstieg zur Linie 413 in Bandelow hat man zur HVZ einen Stundentakt zwischen Prenzlau und Schönwerder. Durch den Ort verläuft der Radfernweg Berlin–Usedom und die Windrad-Tour. Der nächste internationale Flughafen Stettin-Goleniów liegt ca. 90 km nordöstlich von Schönwerder.